# Damdubbel i bordtennis vid olympiska sommarspelen 2000
Damernas dubbeltävling i bordtennis vid olympiska sommarspelen 2000 avgjordes mellan 17 och 25 september.  Matcherna spelades i bäst av 5 set.

## Medaljörer
| Klass         | Guld                    | Silver                     | Brons                               |
| Dubbel, damer | Kina · Li Ju · Wang Nan | Kina · Sun Jin · Yang Ying | Sydkorea · Kim Moo-Kyo · Ryu Ji-Hae |

## Turneringen

### Kval
| Spelades 16 september                   | Spelades 16 september | Spelades 16 september                  |
| --------------------------------------- | --------------------- | -------------------------------------- |
| Shimaa Abdel Aziz & Bacinte Osman (EGY) | 2 - 0                 | Leticia Suarez & Marisel Ramirez (CUB) |
| 21-16 21-13                             |                       |                                        |
| Kehinde Okenla & Atisi Owoh (NGR)       | 2 - 0                 | Luisana Perez & Fabiola Ramos (VEN)    |
| 21-14 21-14                             |                       |                                        |

### Gruppspel

#### Grupp A
| Spelades 16 september och 18 september | Spelades 16 september och 18 september | Spelades 16 september och 18 september     |
| -------------------------------------- | -------------------------------------- | ------------------------------------------ |
| Shirley Zhou & Miao Miao (AUS)         | 2 - 1                                  | Judith Herczig & Jia Liu (AUT)             |
| 16-21 21-13 21-17                      |                                        |                                            |
| Shirley Zhou & Miao Miao (AUS)         | 2 - 1                                  | Lijuan Geng & Marie-Christine Roussy (CAN) |
| 21-12 18-21 21-17                      |                                        |                                            |
| Judith Herczig & Jia Liu (AUT)         | 2 - 1                                  | Lijuan Geng & Marie-Christine Roussy (CAN) |
| 12-21 21-10 21-18                      |                                        |                                            |

| Spelare                                    | Vinster | Förluster |
| Shirley Zhou & Miao Miao (AUS)             | 2       | 0         |
| Judith Herczig & Jia Liu (AUT)             | 1       | 1         |
| Lijuan Geng & Marie-Christine Roussy (CAN) | 0       | 2         |

#### Grupp B
| Spelades 16 september och 18 september     | Spelades 16 september och 18 september | Spelades 16 september och 18 september |
| ------------------------------------------ | -------------------------------------- | -------------------------------------- |
| Kazuko Naito & Rinko Sakata (JPN)          | 2 - 1                                  | Jian Fang Lay & Stella Zhou (AUS)      |
| 17-21 21-11 21-17                          |                                        |                                        |
| Ruta Garkauskaite & Jolanta Prusiene (LTU) | 2 - 0                                  | Kazuko Naito & Rinko Sakata (JPN)      |
| 21-18 21-14                                |                                        |                                        |
| Ruta Garkauskaite & Jolanta Prusiene (LTU) | 2 - 0                                  | Jian Fang Lay & Stella Zhou (AUS)      |
| 23-21 21-14                                |                                        |                                        |

| Spelare                                    | Vinster | Förluster |
| Ruta Garkauskaite & Jolanta Prusiene (LTU) | 2       | 0         |
| Kazuko Naito & Rinko Sakata (JPN)          | 1       | 1         |
| Jian Fang Lay & Stella Zhou (AUS)          | 0       | 2         |

#### Grupp C
| Spelades 16 september och 18 september | Spelades 16 september och 18 september | Spelades 16 september och 18 september |
| -------------------------------------- | -------------------------------------- | -------------------------------------- |
| Jie Schöpp & Qianhong Götsch (GER)     | 2 - 1                                  | Jun Gao Chang & Michelle Do (USA)      |
| 21-9 22-24 21-18                       |                                        |                                        |
| Jun Gao Chang & Michelle Do (USA)      | 2 - 1                                  | Xiao Xiao Wang & Chris Xu (CAN)        |
| 15-21 21-14 22-20                      |                                        |                                        |
| Jie Schöpp & Qianhong Götsch (GER)     | 2 - 0                                  | Xiao Xiao Wang & Chris Xu (CAN)        |
| 21-11 21-16                            |                                        |                                        |

| Spelare                            | Vinster | Förluster |
| Jie Schöpp & Qianhong Götsch (GER) | 2       | 0         |
| Jun Gao Chang & Michelle Do (USA)  | 1       | 1         |
| Xiao Xiao Wang & Chris Xu (CAN)    | 0       | 2         |

#### Grupp D
| Spelades 16 september och 18 september | Spelades 16 september och 18 september | Spelades 16 september och 18 september |
| -------------------------------------- | -------------------------------------- | -------------------------------------- |
| Karen Li & Chunli Li (NZL)             | 2 - 0                                  | Tawny Banh & Jasna Reed (USA)          |
| 21-16 21-8                             |                                        |                                        |
| Elke Schall & Nicole Struse (GER)      | 2 - 0                                  | Tawny Banh & Jasna Reed (USA)          |
| 21-12 21-15                            |                                        |                                        |
| Elke Schall & Nicole Struse (GER)      | 2 - 1                                  | Karen Li & Chunli Li (NZL)             |
| 21-16 15-21 21-13                      |                                        |                                        |

| Spelare                           | Vinster | Förluster |
| Elke Schall & Nicole Struse (GER) | 2       | 0         |
| Karen Li & Chunli Li (NZL)        | 1       | 1         |
| Tawny Banh & Jasna Reed (USA)     | 0       | 2         |

#### Grupp E
| Spelades 16 september och 18 september     | Spelades 16 september och 18 september | Spelades 16 september och 18 september |
| ------------------------------------------ | -------------------------------------- | -------------------------------------- |
| Otilia Badescu & Mihaela Joana Steff (ROU) | 2 - 0                                  | Oxana Kushch & Galina Melnik (RUS)     |
| 21-10 22-20                                |                                        |                                        |
| Oxana Kushch & Galina Melnik (RUS)         | 2 - 0                                  | Kehinde Okenla & Atisi Owoh (NGR)      |
| 21-16 21-13                                |                                        |                                        |
| Otilia Badescu & Mihaela Joana Steff (ROU) | 2 - 0                                  | Kehinde Okenla & Atisi Owoh (NGR)      |
| 21-14 21-9                                 |                                        |                                        |

| Spelare                                    | Vinster | Förluster |
| Otilia Badescu & Mihaela Joana Steff (ROU) | 2       | 0         |
| Oxana Kushch & Galina Melnik (RUS)         | 1       | 1         |
| Kehinde Okenla & Atisi Owoh (NGR)          | 0       | 2         |

#### Grupp F
| Spelades 16 september och 18 september | Spelades 16 september och 18 september | Spelades 16 september och 18 september            |
| -------------------------------------- | -------------------------------------- | ------------------------------------------------- |
| Ai Fujinuma & An Konishi (JPN)         | 2 - 1                                  | Silvia Morel Messina & Sofija Tepes Cancino (CHI) |
| 17-21 21-14 21-19                      |                                        |                                                   |
| Ai Fujinuma & An Konishi (JPN)         | 2 - 1                                  | Ah Sim Song & Ching Wong (HKG)                    |
| 21-19 12-21 21-12                      |                                        |                                                   |
| Ah Sim Song & Ching Wong (HKG)         | 2 - 0                                  | Silvia Morel Messina & Sofija Tepes Cancino (CHI) |
| 21-17 21-19                            |                                        |                                                   |

| Spelare                                           | Vinster | Förluster |
| Ai Fujinuma & An Konishi (JPN)                    | 2       | 0         |
| Ah Sim Song & Ching Wong (HKG)                    | 1       | 1         |
| Silvia Morel Messina & Sofija Tepes Cancino (CHI) | 0       | 2         |

#### Grupp G
| Spelades 16 september och 18 september | Spelades 16 september och 18 september | Spelades 16 september och 18 september |
| -------------------------------------- | -------------------------------------- | -------------------------------------- |
| Tamara Boros & Eldijana Aganovic (CRO) | 2 - 1                                  | Hsiu-Li Tsui & Feng-Yun Yu (TPE)       |
| 23-25 21-18 21-10                      |                                        |                                        |
| Hsiu-Li Tsui & Feng-Yun Yu (AUS)       | 2 - 0                                  | Bosede Kaffo & Funke Osonaike (NGR)    |
| 21-13 21-19                            |                                        |                                        |
| Tamara Boros & Eldijana Aganovic (CRO) | 2 - 0                                  | Bosede Kaffo & Funke Osonaike (NGR)    |
| 21-14 21-15                            |                                        |                                        |

| Spelare                                | Vinster | Förluster |
| Tamara Boros & Eldijana Aganovic (CRO) | 2       | 0         |
| Hsiu-Li Tsui & Feng-Yun Yu (TPE)       | 1       | 1         |
| Bosede Kaffo & Funke Osonaike (NGR)    | 0       | 2         |

#### Grupp H
| Spelades 16 september och 18 september        | Spelades 16 september och 18 september | Spelades 16 september och 18 september  |
| --------------------------------------------- | -------------------------------------- | --------------------------------------- |
| Åsa Svensson & Marie Svensson (SWE)           | 2 - 0                                  | Shimaa Abdel Aziz & Bacinte Osman (EGY) |
| 21-10 21-15                                   |                                        |                                         |
| Tatyana Kostromina & Viktoria Pavlovich (BLR) | 2 - 0                                  | Shimaa Abdel Aziz & Bacinte Osman (EGY) |
| 21-10 21-10                                   |                                        |                                         |
| Tatyana Kostromina & Viktoria Pavlovich (BLR) | 2 - 1                                  | Åsa Svensson & Marie Svensson (SWE)     |
| 21-19 17-21 21-19                             |                                        |                                         |

| Par                                           | Vinster | Förluster |
| Tatyana Kostromina & Viktoria Pavlovich (BLR) | 2       | 0         |
| Åsa Svensson & Marie Svensson (SWE)           | 1       | 1         |
| Shimaa Abdel Aziz & Bacinte Osman (EGY)       | 0       | 2         |

### Andra omgången
Paren i den högra kolumnen stod över första omgången.
| Spelades 19 september                         | Spelades 19 september | Spelades 19 september                 |
| --------------------------------------------- | --------------------- | ------------------------------------- |
| Elke Schall & Nicole Struse (GER)             | 0 - 3                 | Wang Nan & Li Ju (CHN)                |
| 10-21 18-21 17-21                             |                       |                                       |
| Tamara Boros & Eldijana Aganovic (CRO)        | 3 - 2                 | Jun Hong Jing & Jia Wei Li (SIN)      |
| 21-16 15-21 9-21 27-25 25-23                  |                       |                                       |
| Ai Fujinuma & An Konishi (JPN)                | 0 - 3                 | Moo-Kyo Kim & Ji-Hye Ryu (KOR)        |
| 13-21 11-21 5-21                              |                       |                                       |
| Otilia Badescu & Mihaela Joana Steff (ROU)    | 3 - 0                 | Jing Chen & Jing Xu (TPE)             |
| 21-15 23-21 22-20                             |                       |                                       |
| Jie Schöpp & Qianhong Götsch (GER)            | 0 - 3                 | Csilla Batorfi & Krisztina Toth (HUN) |
| 16-21 16-21 19-21                             |                       |                                       |
| Tatyana Kostromina & Viktoria Pavlovich (BLR) | 0 - 3                 | Eun-Sil Lee & Eun-Mi Suk (KOR)        |
| 21-4 21-14 21-15                              |                       |                                       |
| Shirley Zhou & Miao Miao (AUS)                | 3 - 2                 | Xia Lian Ni & Peggy Regenwetter (LUX) |
| 16-21 21-13 19-21 21-18 21-13                 |                       |                                       |
| Ruta Garkauskaite & Jolanta Prusiene (LTU)    | 0 - 3                 | Yang Ying & Sun Jin (CHN)             |
| 21-5 17-21 10-21                              |                       |                                       |

### Kvartsfinaler
| Spelades 20 september                 | Spelades 20 september | Spelades 20 september                      |
| ------------------------------------- | --------------------- | ------------------------------------------ |
| Wang Nan & Li Ju (CHN)                | 3 - 1                 | Tamara Boros & Eldijana Aganovic (CRO)     |
| 21-23 21-14 21-12 21-5                |                       |                                            |
| Moo-Kyo Kim & Ji-Hye Ryu (KOR)        | 3 - 2                 | Otilia Badescu & Mihaela Joana Steff (ROU) |
| 21-18 20-22 21-14 23-25 21-19         |                       |                                            |
| Csilla Batorfi & Krisztina Toth (HUN) | 3 - 0                 | Eun-Sil Lee & Eun-Mi Suk (KOR)             |
| 21-19 21-16 23-21                     |                       |                                            |
| Yang Ying & Sun Jin (CHN)             | 3 - 0                 | Shirley Zhou & Miao Miao (AUS)             |
| 21-13 21-11 21-17                     |                       |                                            |

### Semifinaler
| Spelades 21 september         | Spelades 21 september | Spelades 21 september                 |
| ----------------------------- | --------------------- | ------------------------------------- |
| Wang Nan & Li Ju (CHN)        | 3 - 2                 | Moo-Kyo Kim & Ji-Hye Ryu (KOR)        |
| 17-21 21-15 15-21 21-14 24-22 |                       |                                       |
| Yang Ying & Sun Jin (CHN)     | 3 - 1                 | Csilla Batorfi & Krisztina Toth (HUN) |
| 17-21 21-18 21-14 21-17       |                       |                                       |

### Bronsmatch
| Spelades 22 september          | Spelades 22 september | Spelades 22 september                 |
| ------------------------------ | --------------------- | ------------------------------------- |
| Moo-Kyo Kim & Ji-Hye Ryu (KOR) | 3 - 2                 | Csilla Batorfi & Krisztina Toth (HUN) |
| 21-18 21-19 22-24 19-21 21-19  |                       |                                       |

### Final
| Spelades 22 september  | Spelades 22 september | Spelades 22 september     |
| ---------------------- | --------------------- | ------------------------- |
| Wang Nan & Li Ju (CHN) | 3 - 0                 | Yang Ying & Sun Jin (CHN) |
| 21-18 21-11 21-11      |                       |                           |